# Antonio Canova
Antonio Canova (1. listopadu 1757 Possagno, Veneto — 13. října 1822 Benátky) byl italský sochař, hlavní představitel italského klasicismu.

## Život

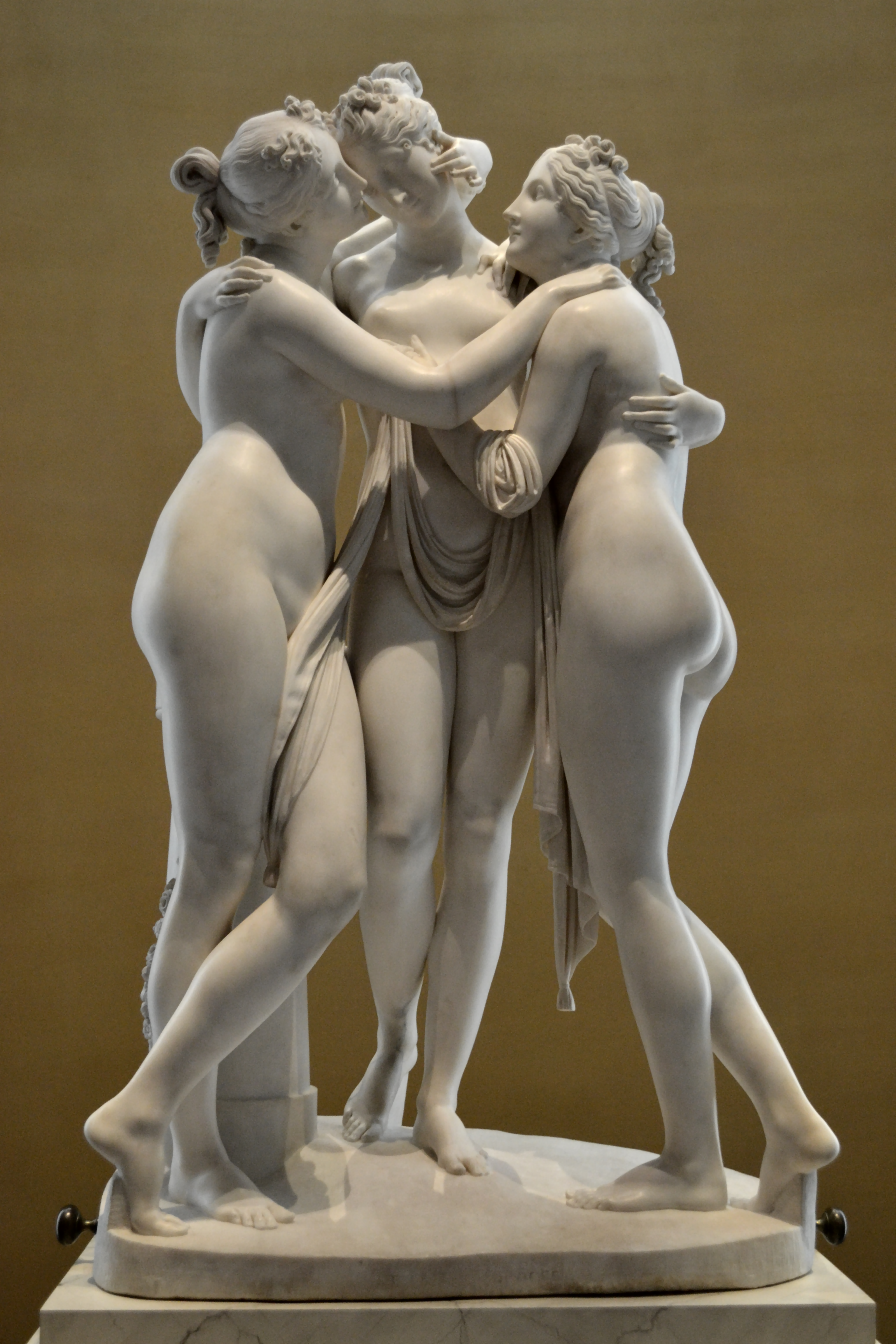
Tři grácie, varianta pro Woburnské opatství (1815–1817) Victoria and Albert Museum, Londýn

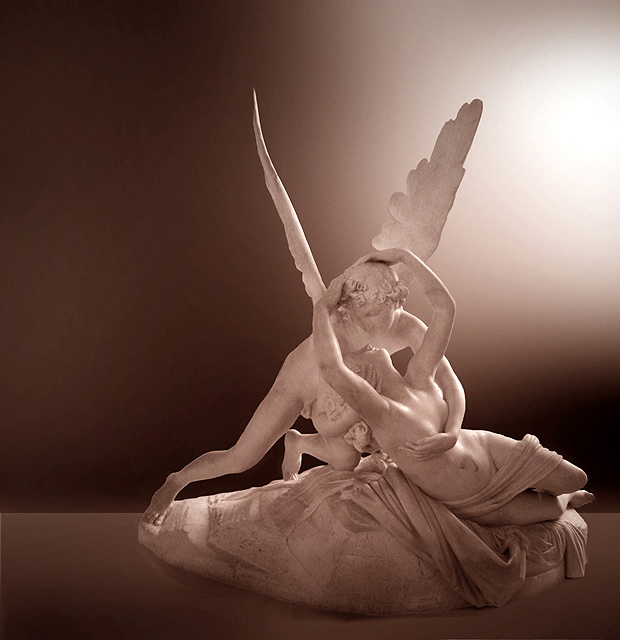
Amor a Psyché; 1787 Louvre, Paříž

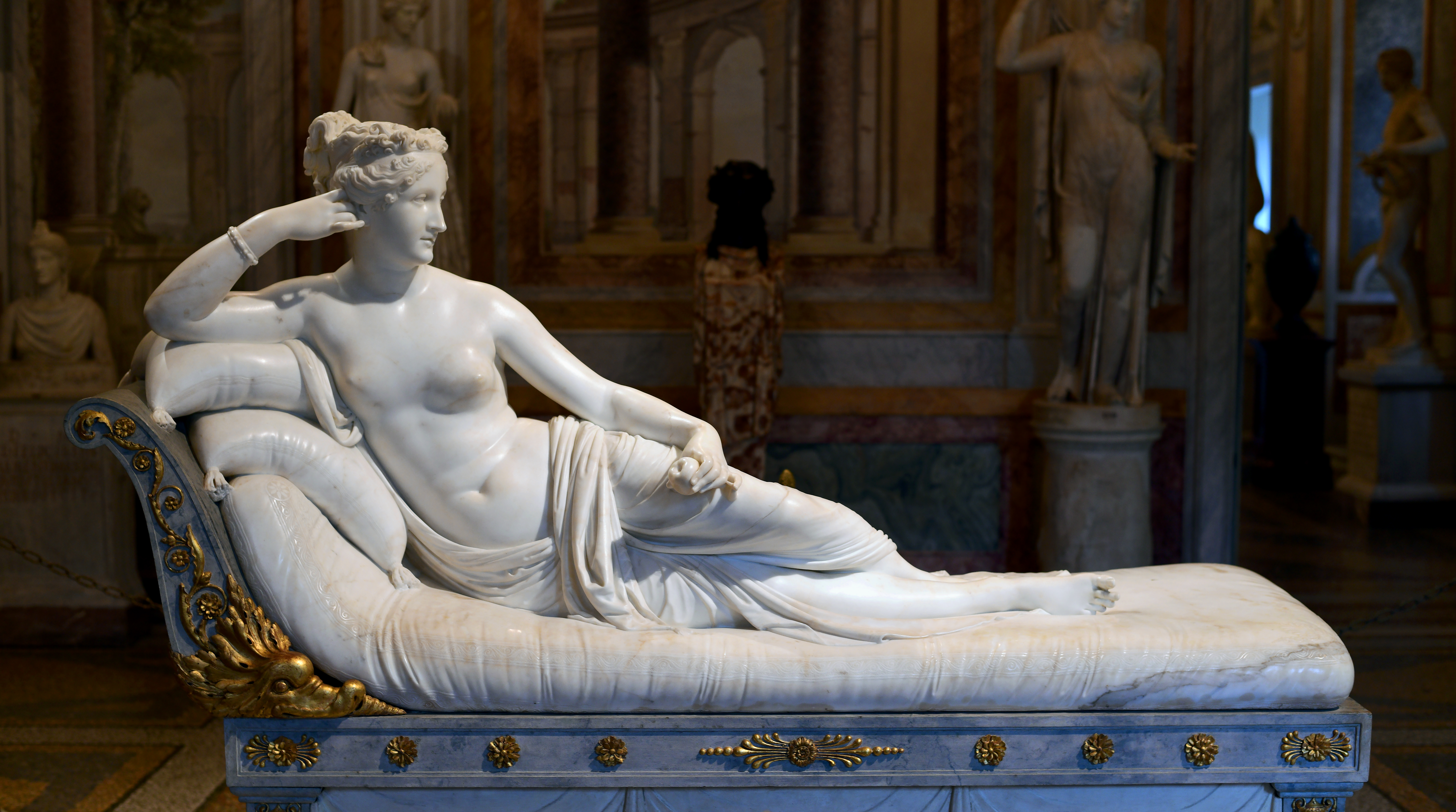
Paolina Borghese jako Venuše; 1804-1806, Galerie Borghese, Řím

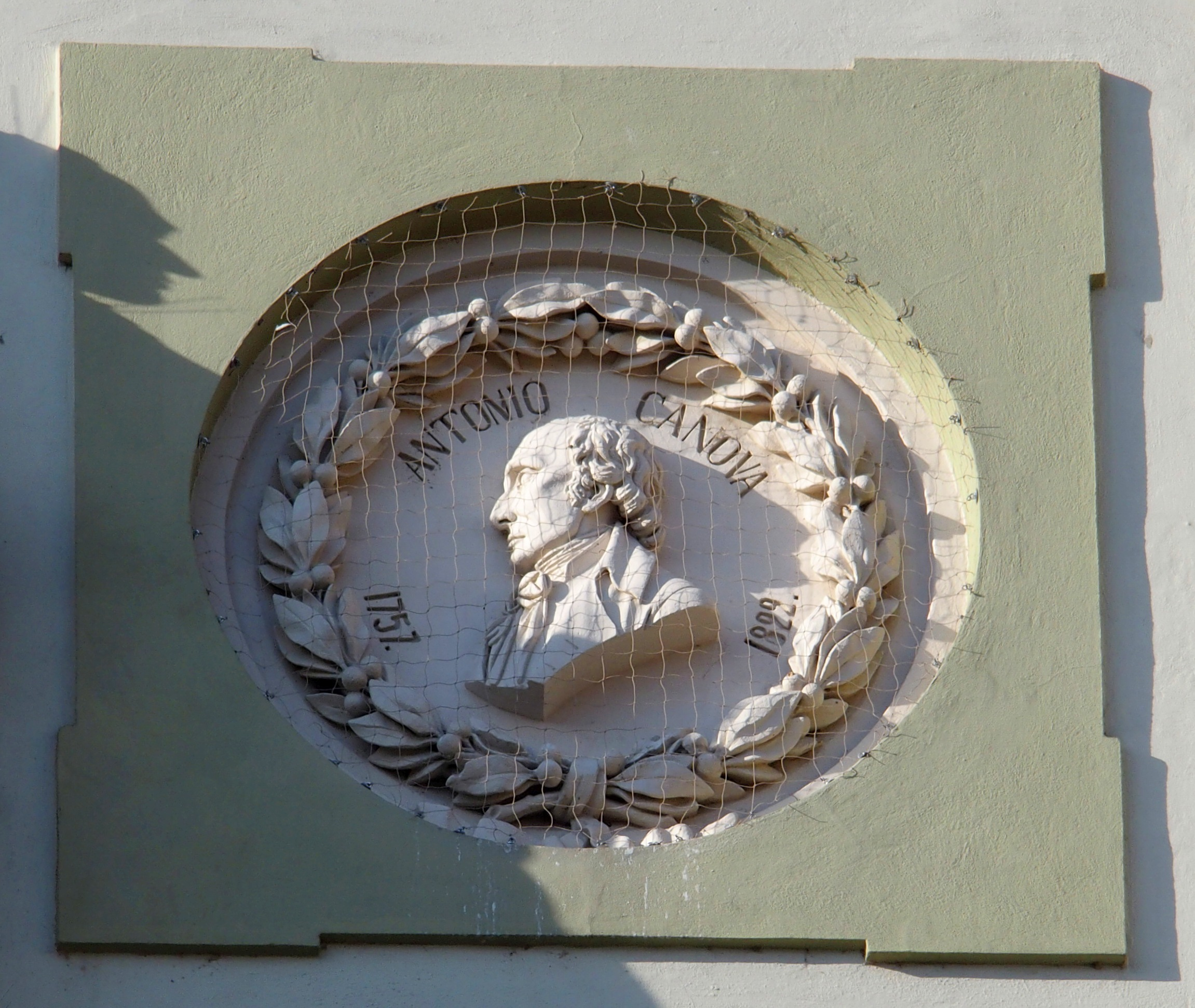
Reliéfní portrét Antonia Canovy na Justiční akademii v Kroměříži

Antonio Canova se narodil na úpatí Alp nedaleko Trevisa v benátském kraji. Když mu byly tři roky, zemřel jeho otec (kamenosochař komorních plastik), matka se znovu vdala a Antonio zůstal na vychování u prarodičů, několik let bydleli v Possagnu. Pod vedením dědečka, kamenosochaře Pasiniho Canova odmala kreslil, v devíti letech vytesal z carrarského mramoru první dvě díla (dodnes dochované skříňky). Od té doby jej dědeček již stále zaměstnával sochařskou prací. Rovněž jej seznamoval se sbírkami sochařství v Benátkách a v Římě. Po jeho smrti Canova přešel do ateliéru svého strýce.
Canova rovněž maloval. Jako zbožný katolík celý život zasvětil pouze umělecké tvorbě a přátelství s výtvarníky svého okruhu, kteří vytvořili římskou školu. Nikdy se neoženil a neměl děti.
Je pohřben v rodném Possagnu, kde na jeho počest byl postaven novořecký chrám a jeho díla jsou v tamním muzeu (Museo Canoviano. Jeho srdce je uloženo v kenotafu v jeho oblíbené bazilice Santa Maria gloriosa dei Frari v Benátkách.

## Práce
Prvními příznivci Canovovy sochařské tvorby byli členové rodiny senátora Faliera v Benátkách, s jehož synem Giuseppem se Canova spřátelil. Tito mecenáši financovali Canovovi vyučení u kamenosochaře Giuseppe Torrettiho v rezidenci Pagnano, kam odešel jako třináctiletý. Po absolutoriu se Canova roku 1775 osamostatnil, díky mnichům si v Benátkách zřídil ateliér v opuštěné cele kláštera, kde pracoval s neuvěřitelnou pílí čtyři roky a současně navštěvoval benátskou Akademii a oblíbil si kurs anatomie.
Pro Faliera vytvořil první monumentální díla, jako např. Orfeus a Eurydika z roku 1776 (dnes v Museo Correr). Také další práce objednávali benátští patricijové. Vyznamenán několika cenami Akademie roku 1779 Canova získal studijní stipendium ve výši 300 dukátů a 28. prosince 1780 odjel do Říma, kde byl hostem benátského vyslance Zulianiho. Tam studoval římské antické sochařství a vytvořil díla s převážně antickými a mytologickými náměty, jako Psyché a kupido, Daidalos a Ikaros, Minotaurus, či Théseus zabíjející kentaura (od 1804). Po obsazení Říma francouzskou armádou v roce 1798, se vrátil do Benátska. Od roku 1802 byl vrchním kustodem uměleckých sbírek Papežského církevního státu a roku 1815 z titulu své funkce spiritus agens organizoval návrat uloupených uměleckých pokladů zpět. Jeho zákazníky a patrony se v tomto mezidobí stali příslušníci rodiny Bonaparte. Později byl Canovovým významným klientem a ochráncem papež Klement XIV.,[zdroj?] pro něhož vytvořil figurální náhrobek, a VI. vévoda z Bedfordu.
Nahota je v dílech Canovy, umělce výrazně ovlivněného řeckou plastikou, naprosto běžná. Když však jeho modelem byla Pauline Bonaparte, mladší sestra Napoleona Bonaparte, tehdy již císaře Napoleona I., zcela neoděná, vyvolala tato událost společenský skandál.

## Díla
- Orfeus zděšený podsvětím, carrarský mramor, 1777, Ermitáž, Petrohrad
- Théseus jako vítěz sedící na Minotaurovi (1781—1783), mramor, 158 cm, Victoria and Albert Museum, Londýn.
- Hébé carrarský mramor, zlaceno, 1805, Státní muzea, Nationalgalerie, Berlín.
- Venuše a Adonis, carrarský mramor, 1795, Muzeum umění a historie Ženeva
- Amor a Psyché (1793), mramor, výška 155 cm, Louvre, Paříž; tři varianty pohybu a gest (1787-1795): mj. zámek Kynžvart.
- Náhrobní památník (kenotaf) arcivévodkyně Marie Kristýny Sasko-Těšínské (1801—1805), trojboký štít s devíti smutečními figurami, mramor, Augustiniánský kostel, Vídeň.
- Napoleon jako Mars Usmiřovatel (1806), bronz, Accademia di Brera, nádvoří Palazzo Brera, Milano.
- Laetizia Ramolina Bonaparte, carrarský mramor,
- Císařovna Marie Luisa jako Svornost, mramor,
- Tři Grácie (charitky), (1812—1816), carrarský mramor, výška 173 cm, tři varianty: The National Gallery of Scotland, Edinburgh; varianty z let 1817—1822, Victoria and Albert Museum Londýn; třetí: Ermitáž, Petrohrad.
- Paolina Borghese jako ležící Venuše (1805–1808), carrarský mramor, Galleria Borghese, Řím.
- Kající Maří Magdaléna (1809), carrarský mramor, Ermitáž, Petrohrad.
- Hébé (1816), Pinacoteca Civica ve Forlì; existují také další varianty.
- Tančící nymfa, Probuzená nymfa, obě carrarský mramor,
- Herkules a Lichas, carrarský mramor, GNAM Řím
- Perseus s hlavou Medúzy, carrarský mramor, Metropolitní muzeum umění, New York.
- Théseus zápasící s kentaurem Minotaurem (1805–1819), carrarský mramor, nejvyšší skulptura: v. 340 cm, Kunsthistorisches Museum Vídeň

Portréty a pomníky
- Sedící George Washington, autorská sádrová replika, 1821, originál zničen r. 1831,[1] novou repliku v carrarském mramoru provedl Romano Vio roku 1970, Museum historie Severní Karolíny, Raleigh.
- Boxer Creugas, carrarský mramor, kolem 1800; Muzeum Pio-Clementino, Vatikán.
- Busta Napoleona Bonaparte
- Náhrobek s figurou – papež Klement XIII., carrarský mramor, Svatopetrská bazilika, Řím
- Náhrobek s figurou – papež Klement XIV., carrarský mramor, Řím.
- Náhrobek dramatika Vittoria Alfieriho, Kostel Santa Croce, Florencie
- Jezdecká socha krále Karla Bourbonského, Piazza del Plebiscito, Neapol
- Jezdecká socha krále Ferdinanda I. (1751-1825), bronz, Piazza-Plebiscito, Neapol

Modely
- Gipsanoteca, Possagno

## Galerie

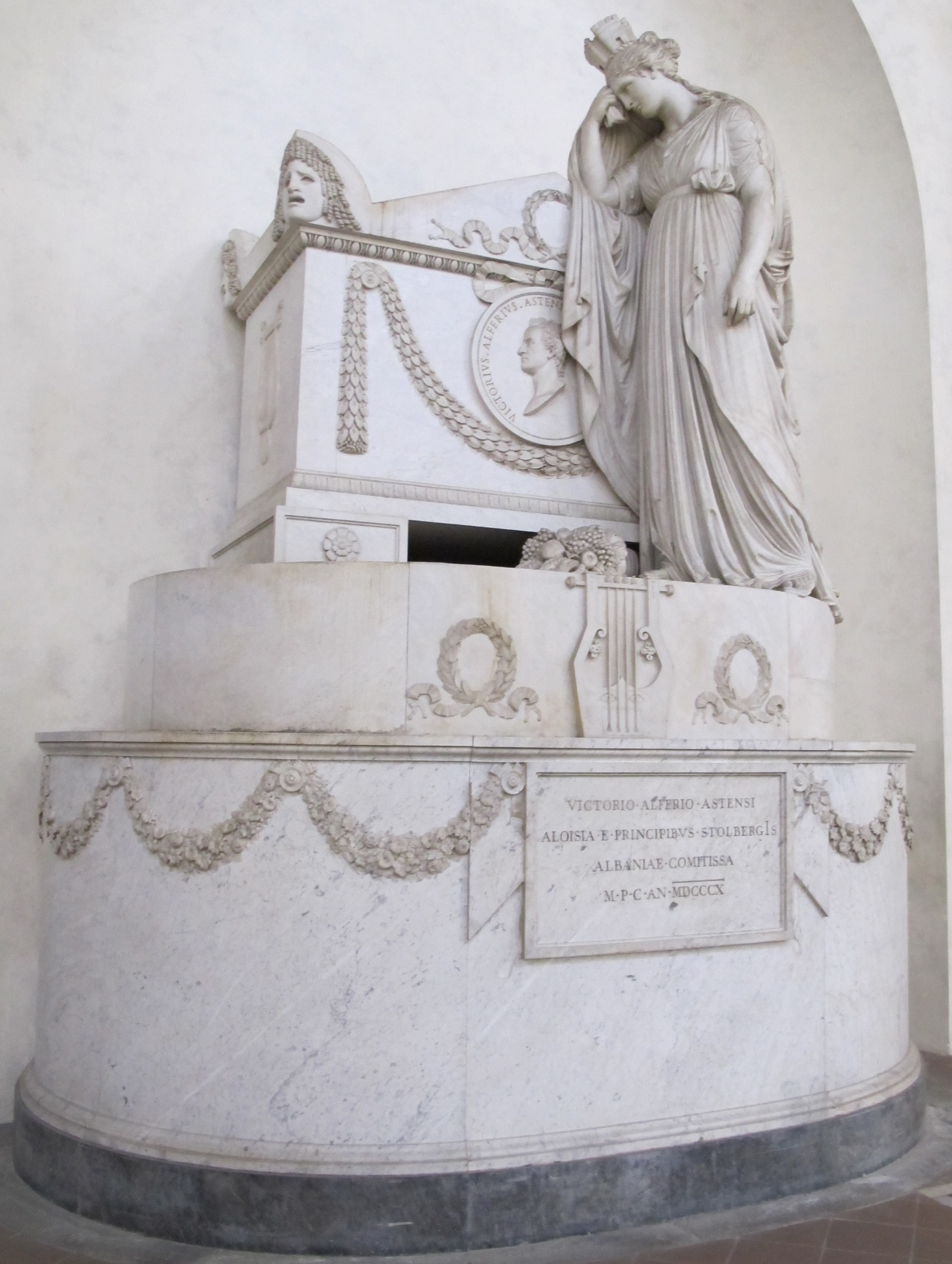
Náhrobek Vittoria Alfieriho
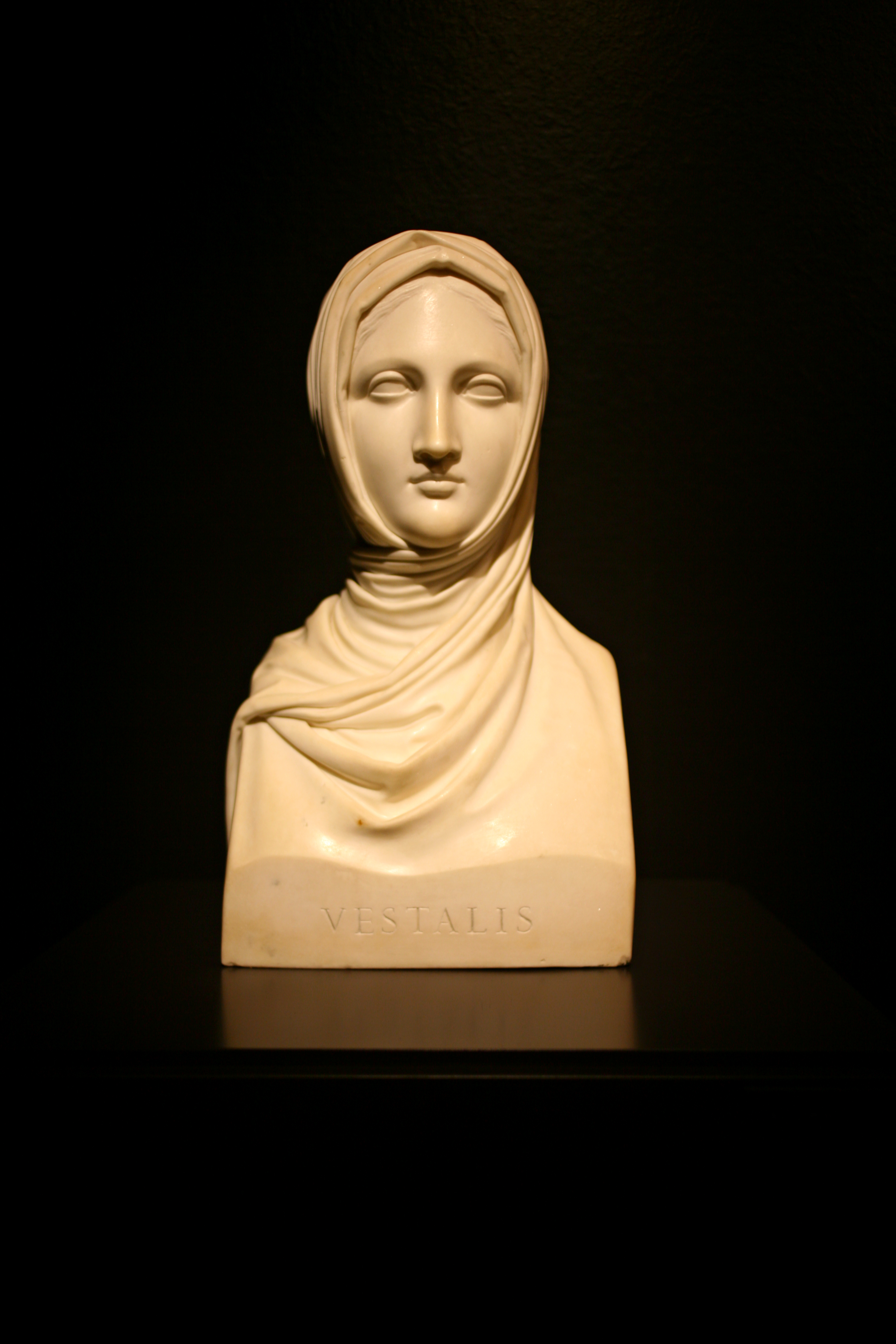
Vestálka
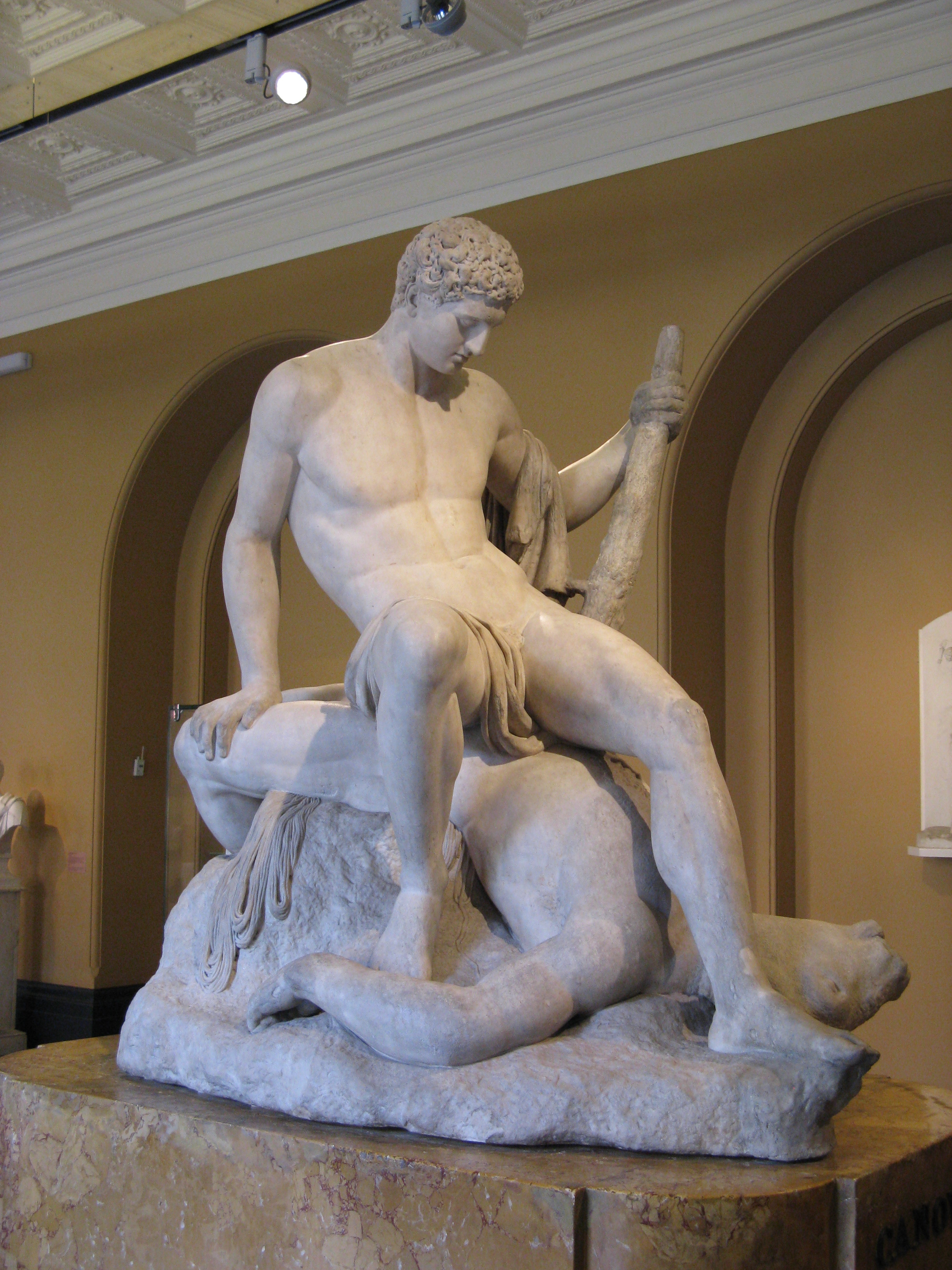
Theseus s Minotaurem
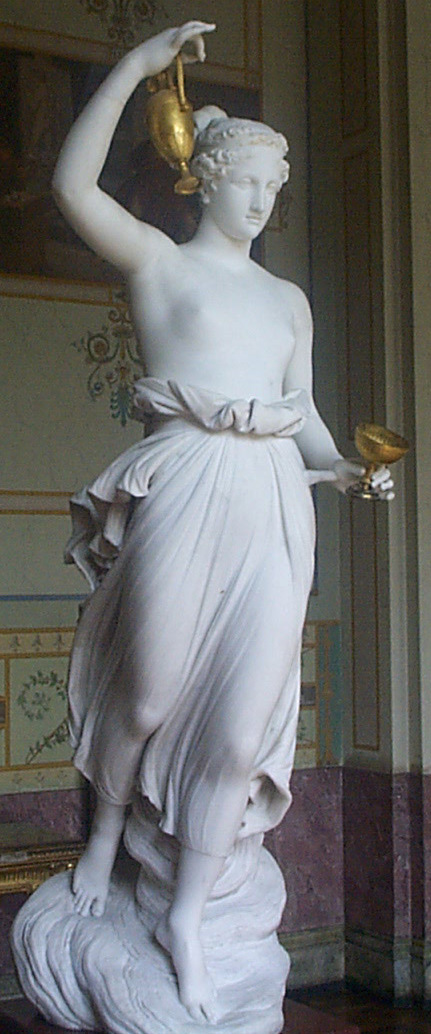
Hebé
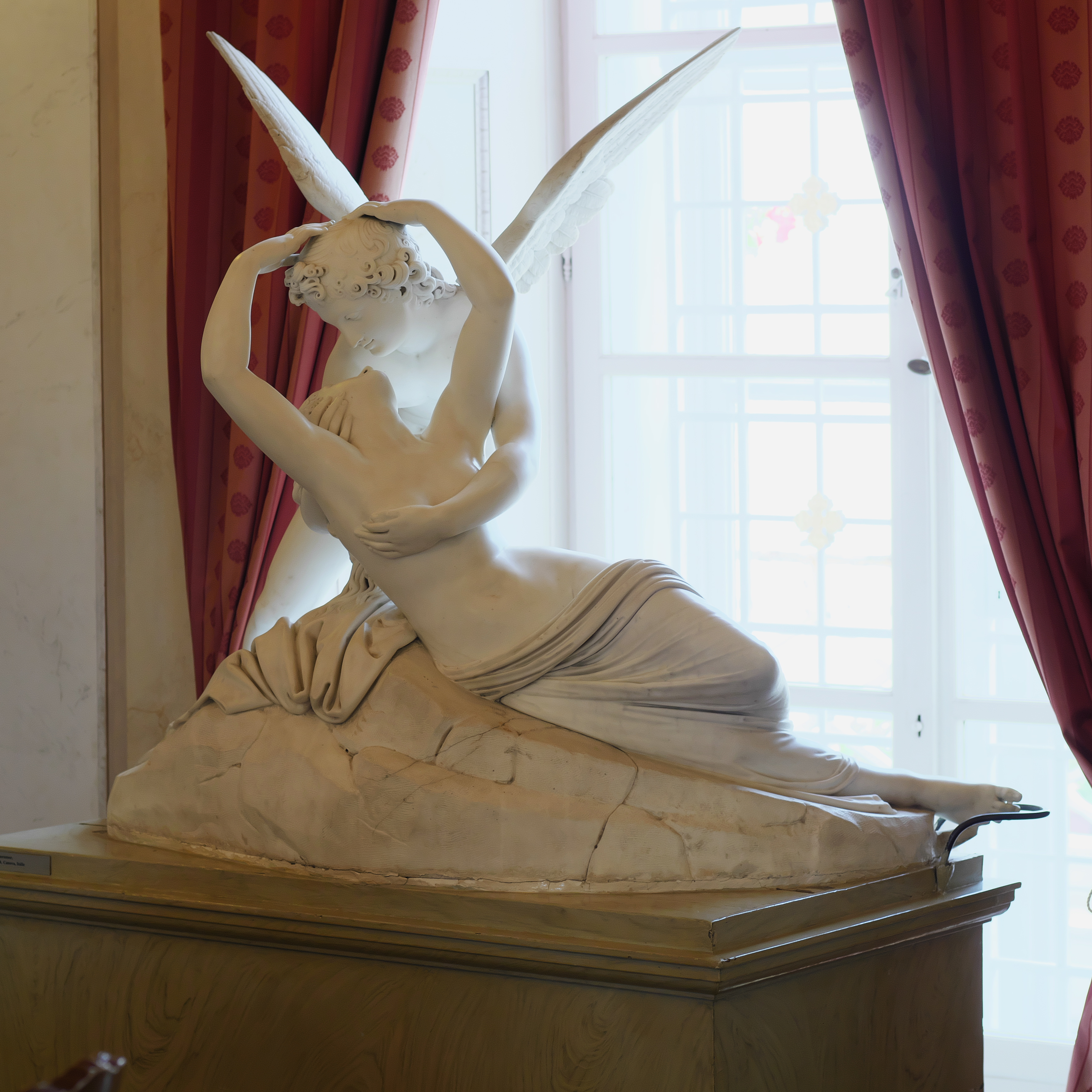
Amor a Psyché, zámek Kynžvart
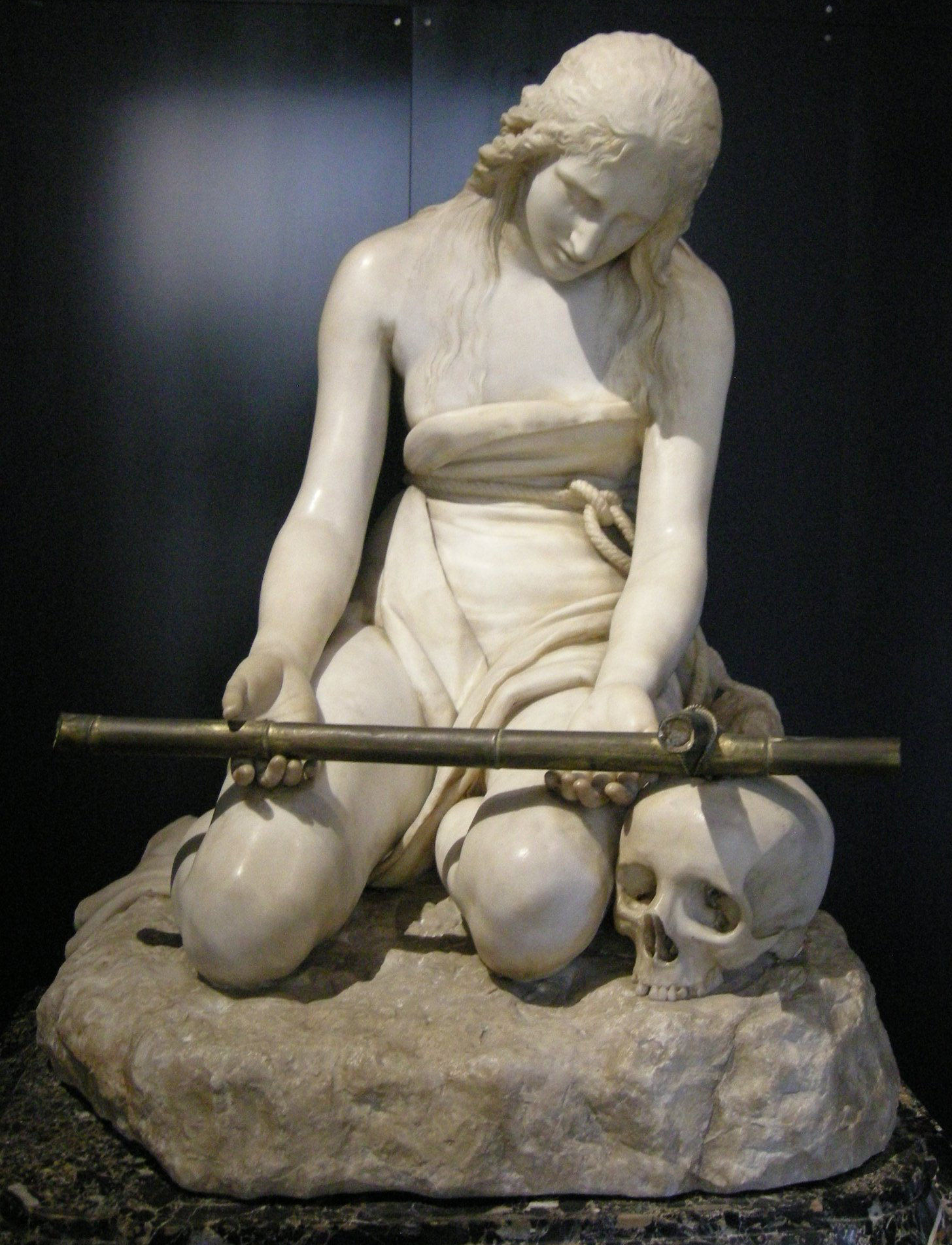
Kající se sv. Marie Magdaléna
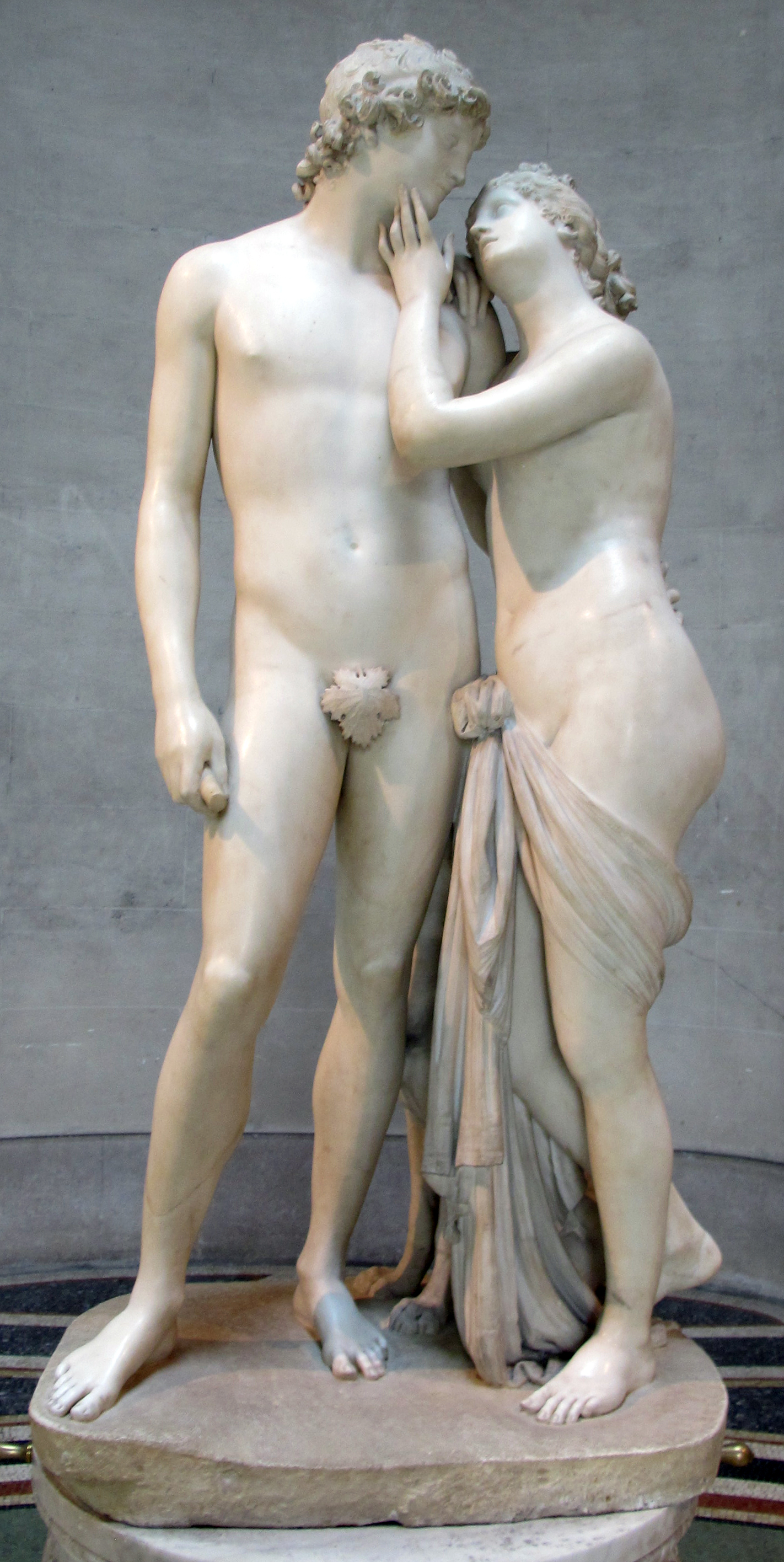
Venuše a Adonis
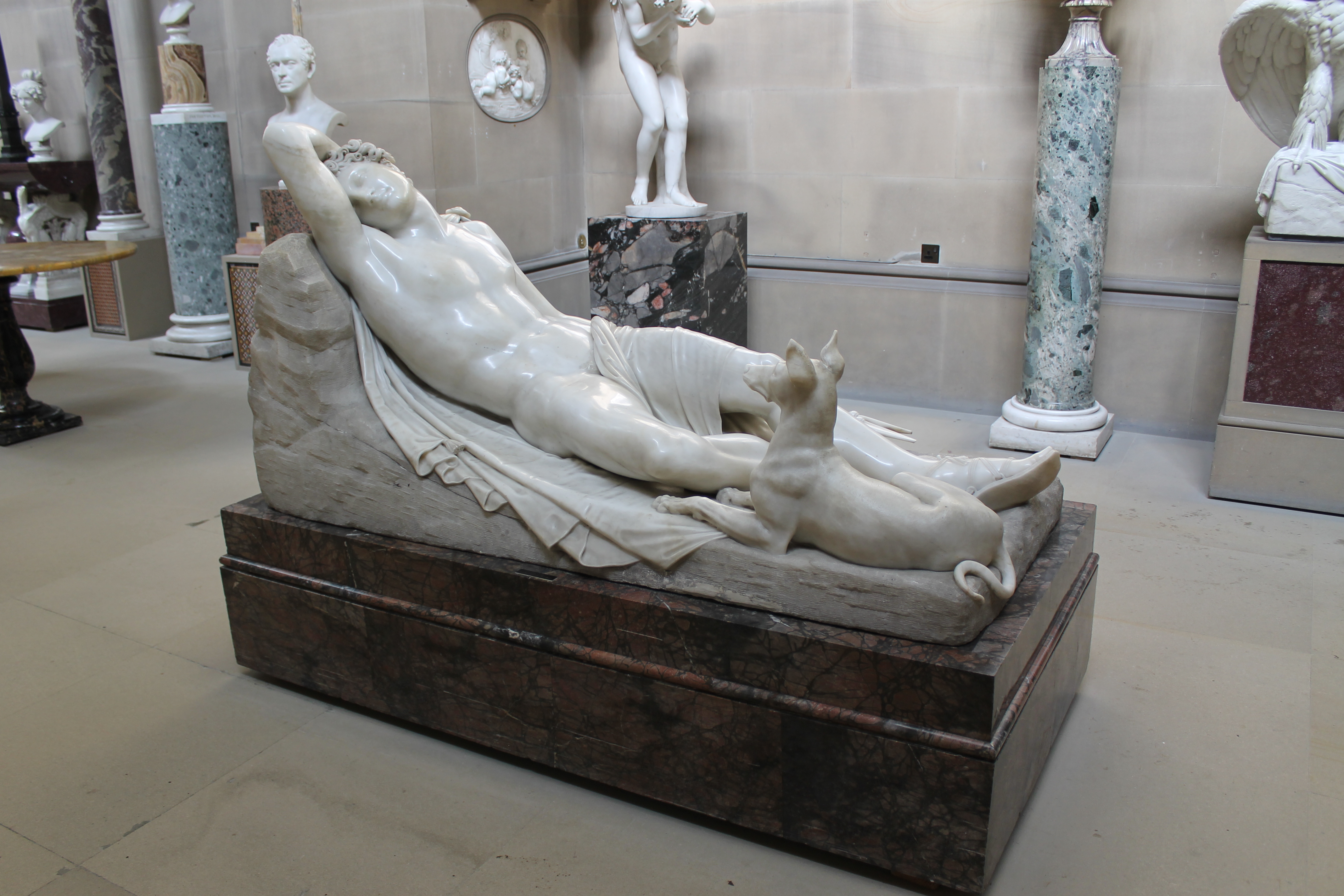
Spící Endymion
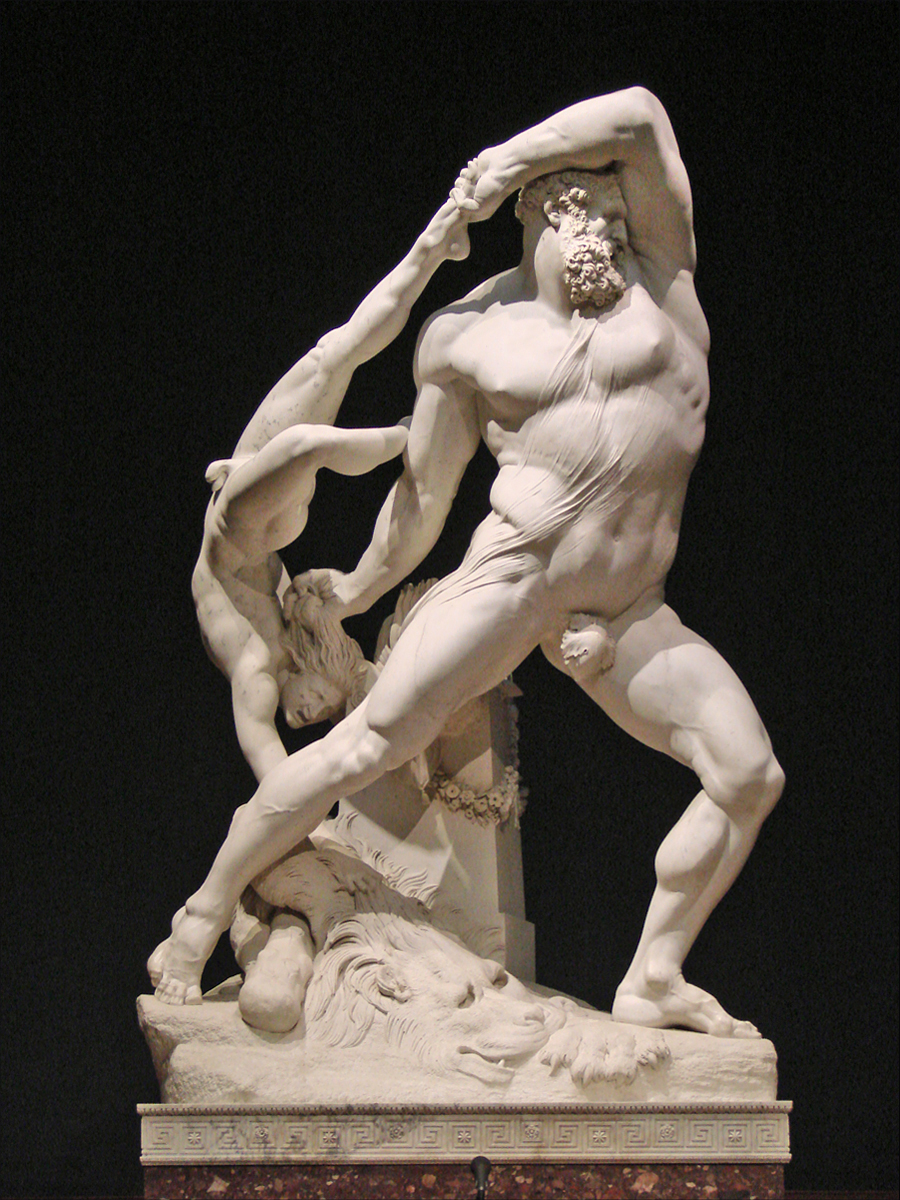
Herkules a Lichas
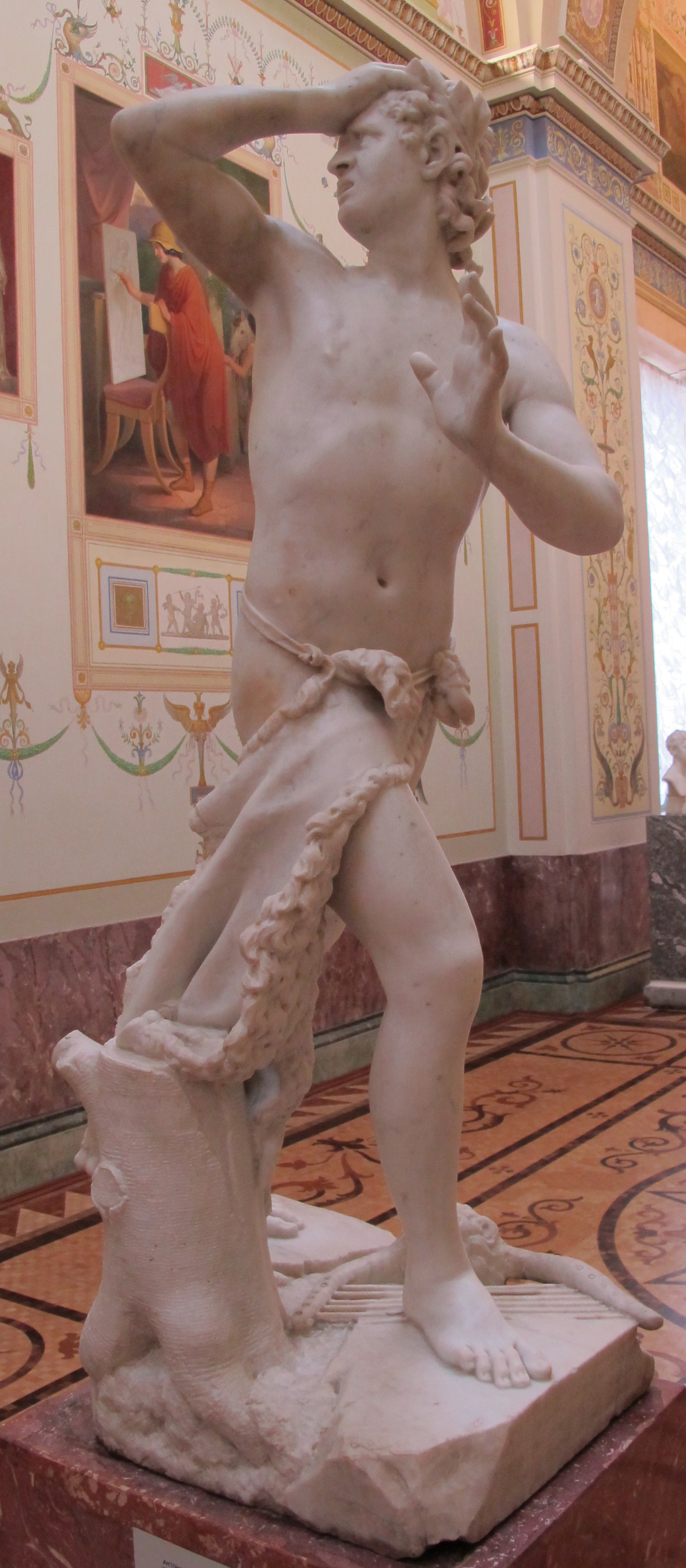
Orfeus v podsvětí
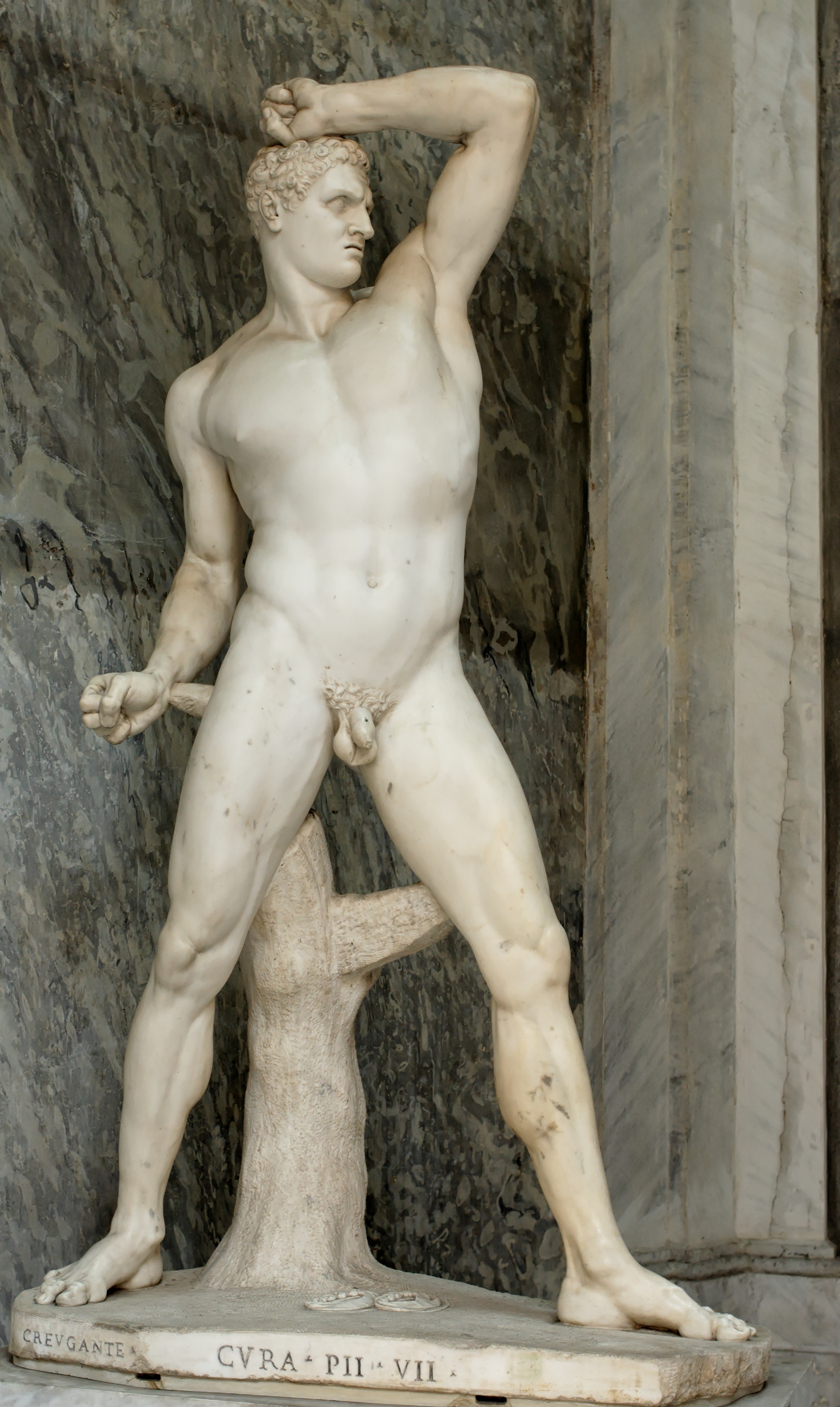
Boxer Creugas
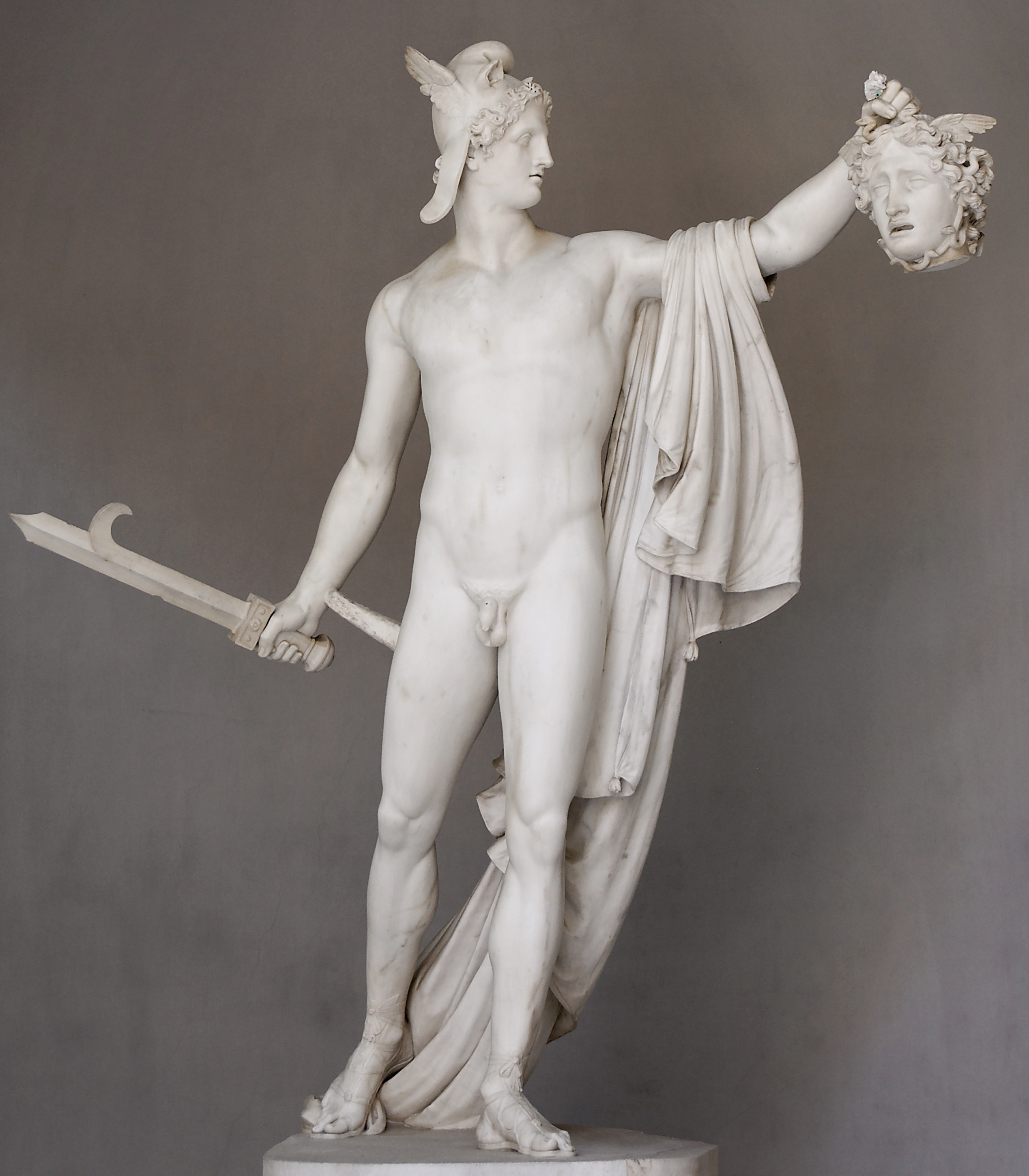
Perseus s hlavou medúzy
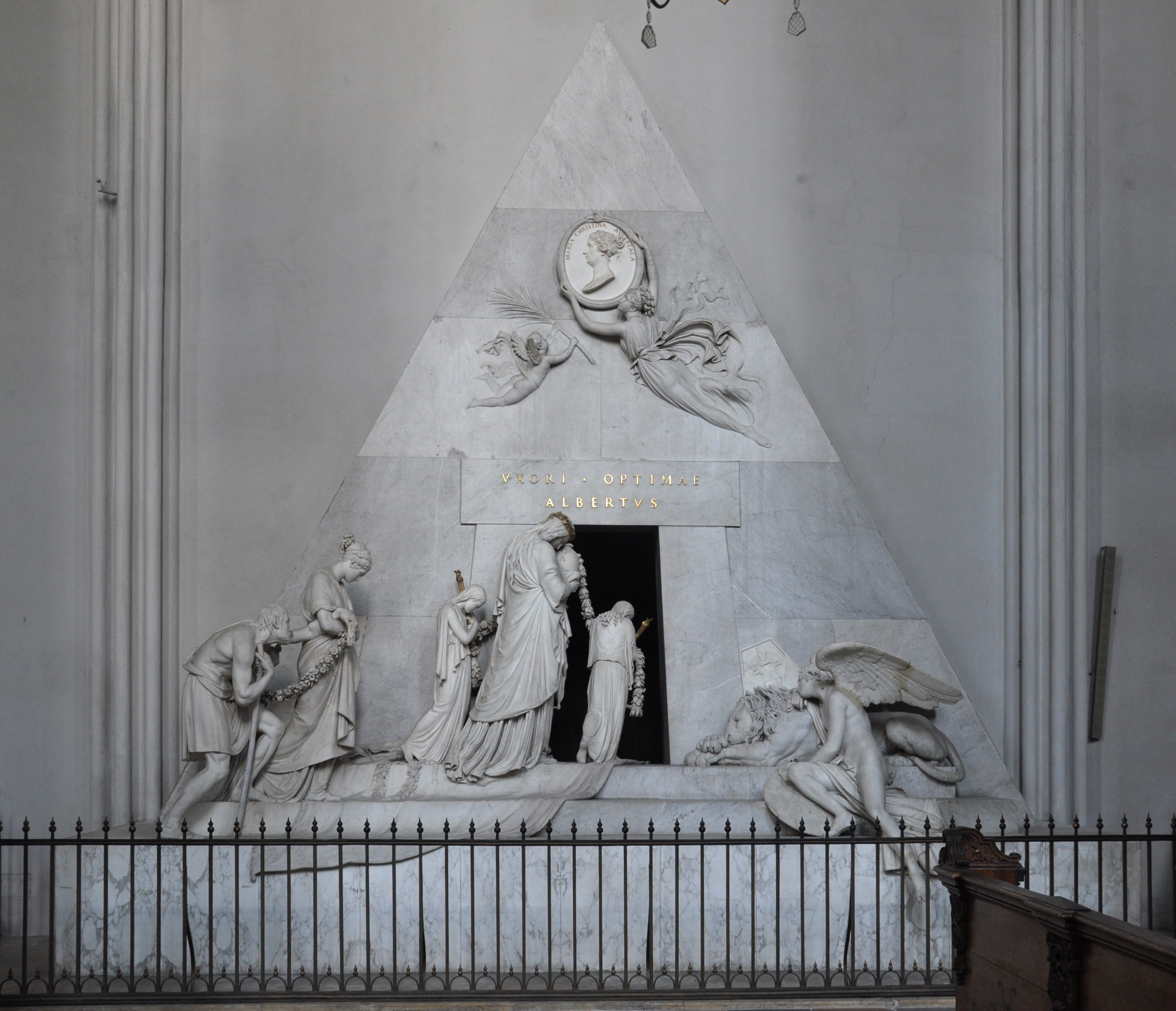
Kenotaf Marie Kristýny Sasko-Těšínské
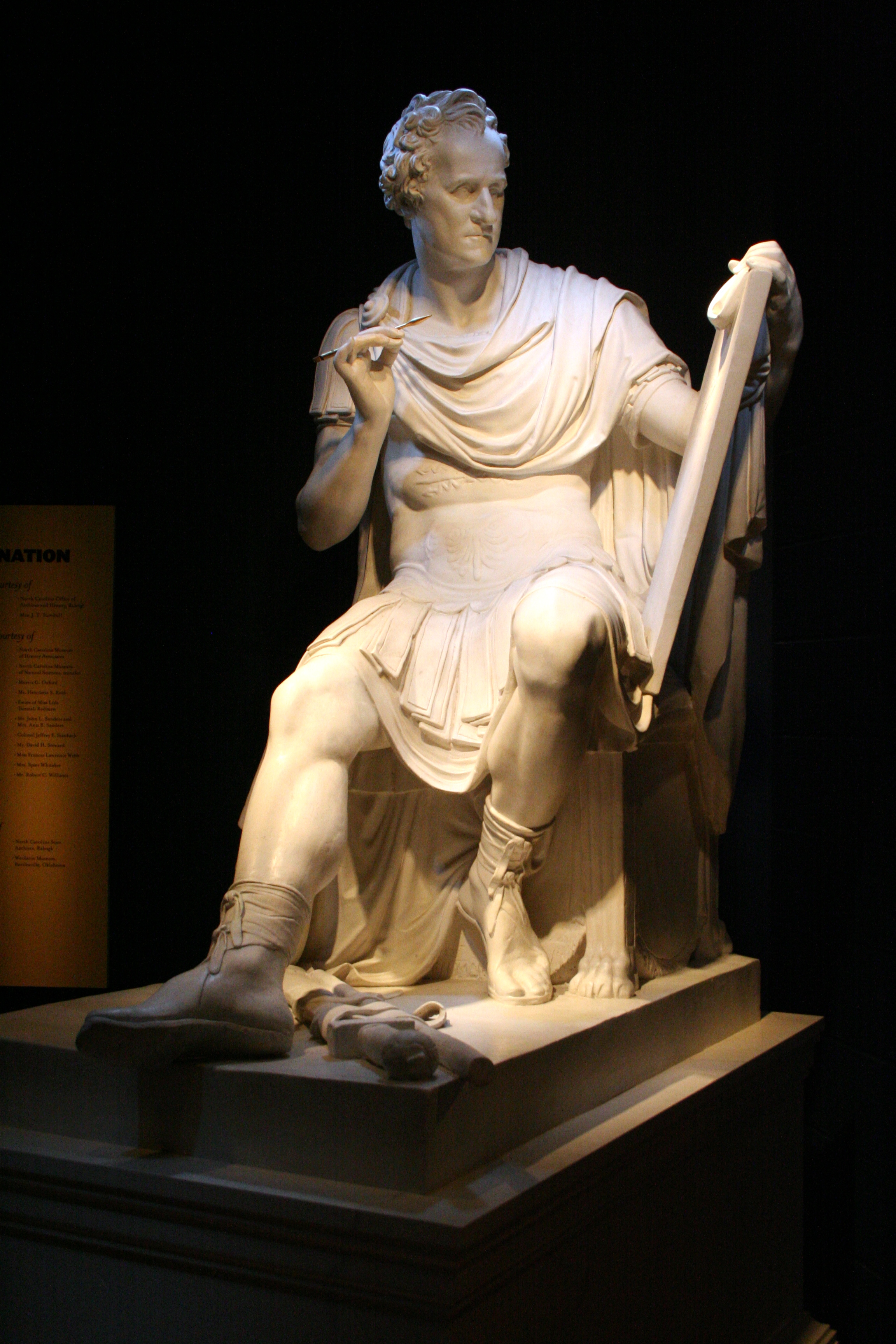
Sádrová replika pomníku George Washingtona
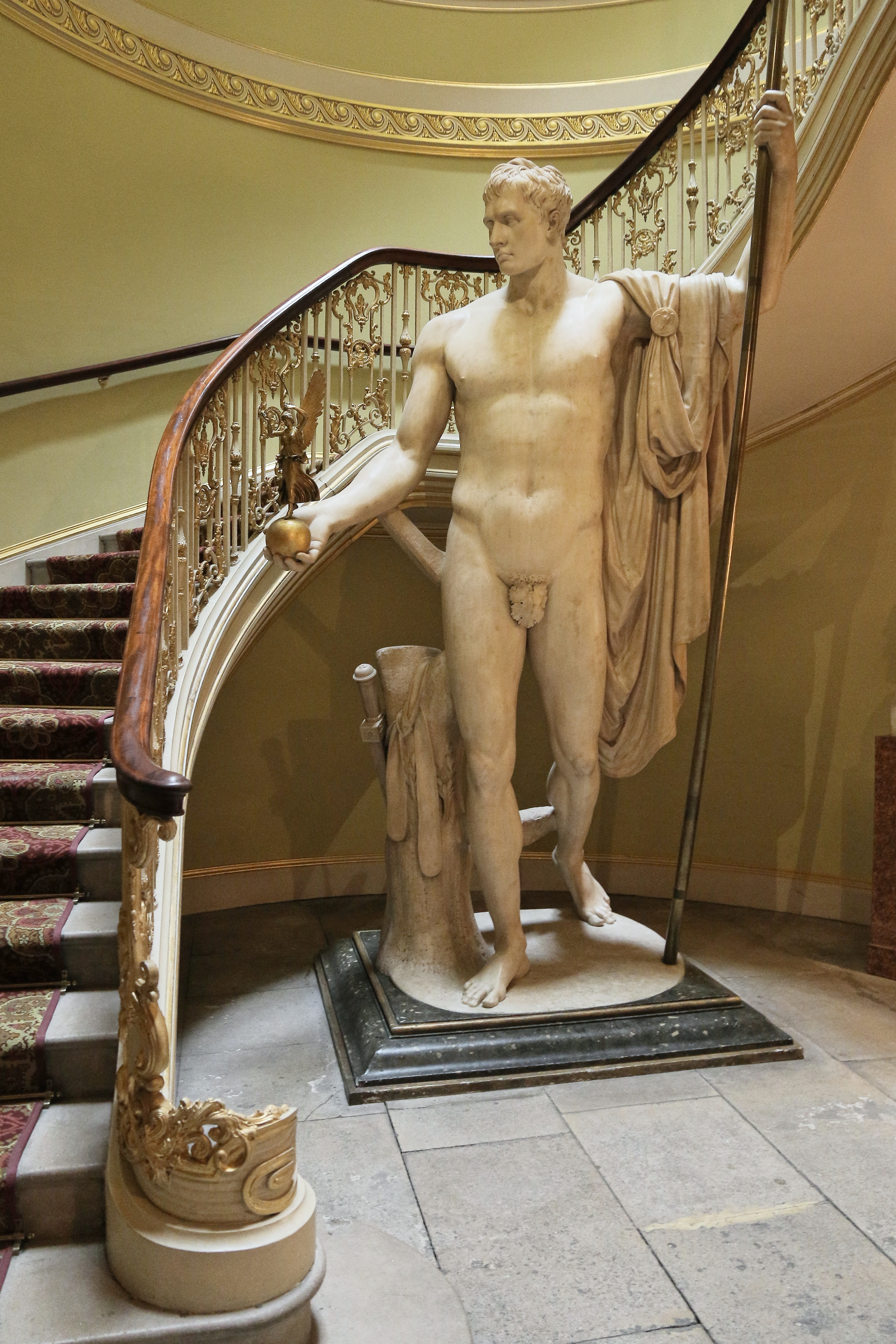
Napoleon jako Mars mírotvorce
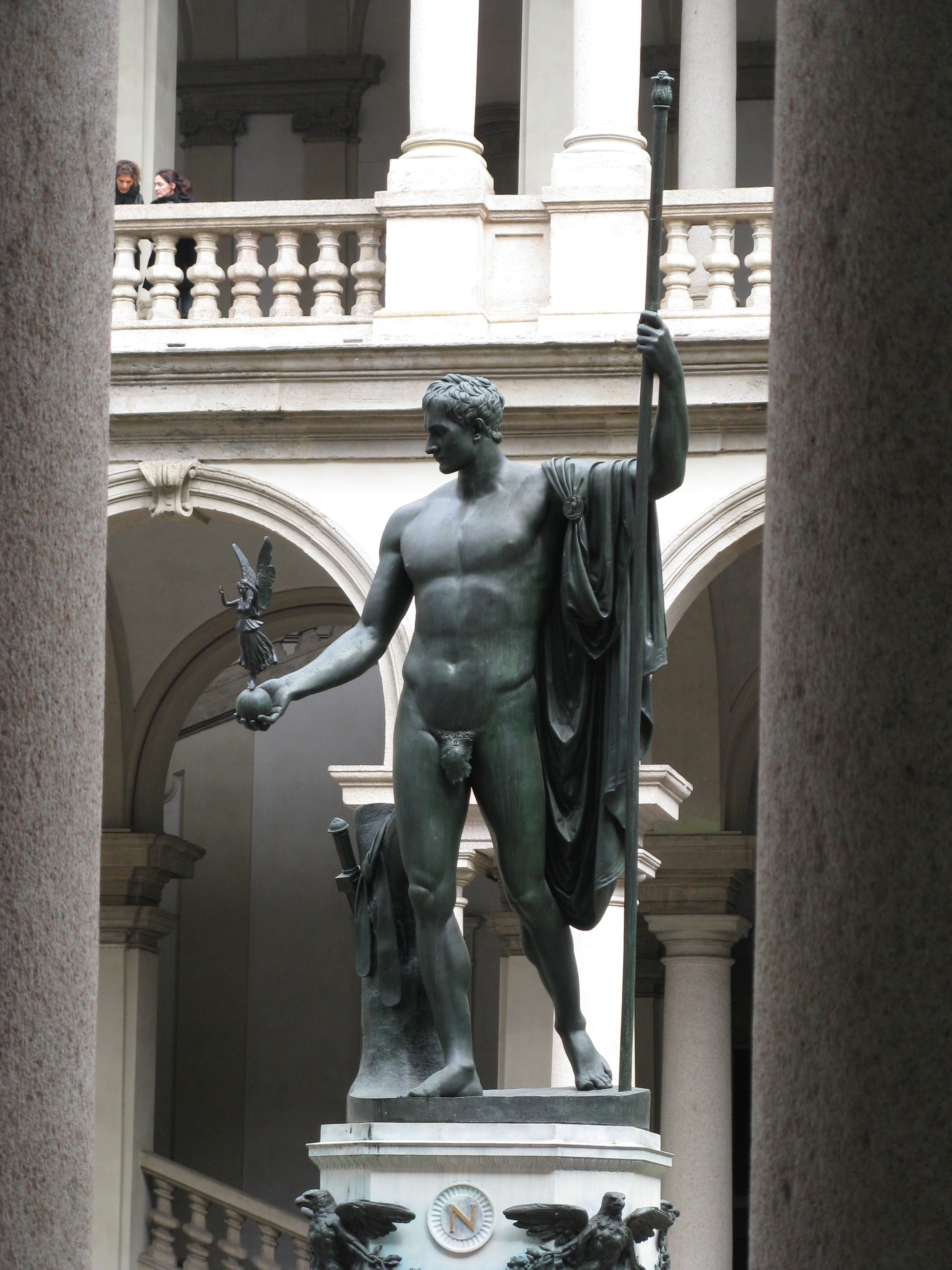
Napoleon jako Mars (bronz), Milán
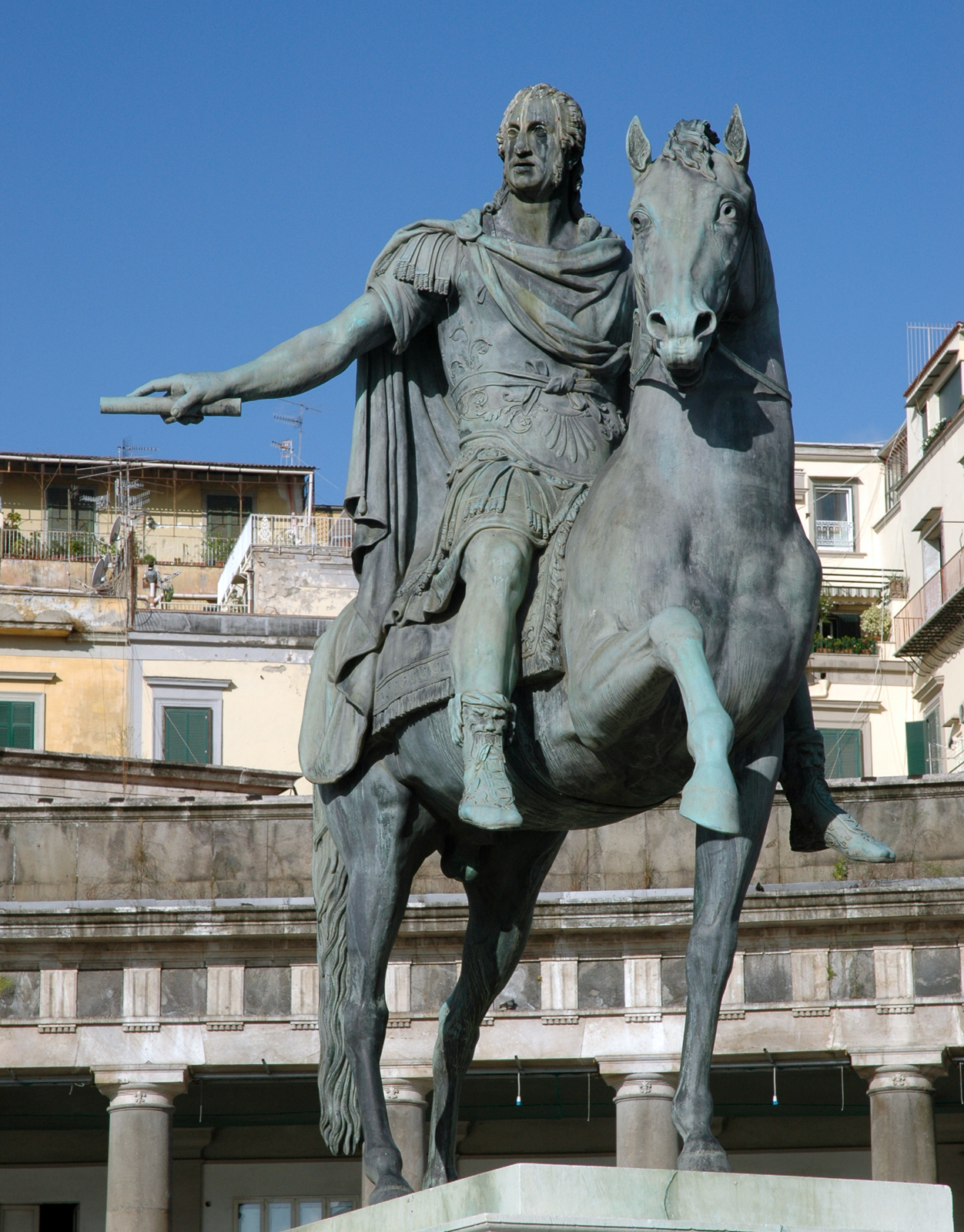
Socha Ferdinanda I., Neapol